# 9385 Avignon
9385 Avignon (1993 TJ30) là một tiểu hành tinh vành đai chính được phát hiện ngày 9 tháng 10 năm 1993 bởi E. W. Elst ở Đài thiên văn Nam Âu.